# Fabrikkanal (Augsburg)
Der Fabrikkanal ist ein künstlich angelegter Kanal in Augsburg und gehört zu Augsburgs historischer Wasserwirtschaft. Er wurde 1884 als Anstich der Wertach zur Versorgung der Zwirnerei und Nähfadenfabrik Göggingen (ZNFG, die spätere Ackermann-Göggingen AG) gegraben.  Mit einem Durchfluss von ca. 28,5 m³/s ist er nach dem Einlaufkanal und dem Hauptstadtbach und dem Vereinigten Stadt- und Proviantbach in der Wolfzahnau der größte Kanal in Augsburg.
Er speist (im Normalfall) weitere rechte Kanäle der Wertach, nämlich den Wertachkanal, danach den Holzbach und den Senkelbach. Ein Teil des Wertachkanals wiederum speist einen Kanal links der Wertach, den Mühlbach, der weiter abwärts zum Hettenbach wird. Über Regelungsanlagen kann der Fabrikkanal an seinem Ende aber auch ganz oder teilweise in die Wertach zurückgeleitet werden, zum Beispiel für Wartungsarbeiten am Wertachkanal.

## Verlauf des Fabrikkanals
Der Fabrikkanal zweigt kurz nach der Brücke der Wellenburger Straße am Ackermannwehr rechts von der Wertach ab. Er begrenzt den heutigen Augsburger Stadtteil Göggingen im Nordwesten. Westlich des Fabrikkanals, zwischen der Wertach und dem Kanal, befindet sich das unter Landschaftsschutz stehende Waldgebiet „Gögginger Wäldle“ und das Gögginger Luftbad, eine Freifläche mit Bademöglichkeit im Kanal zur Erholung der Bevölkerung.
Nachdem er die ehemalige Fabrik passiert hat, wo heute das Wasserkraftwerk Fabrikkanal steht, fließt ihm von rechts die Singold zu. Da der Durchfluss des Fabrikkanals den der Singold (ca. 2 m³/s) um ein Vielfaches übersteigt, gilt diese hier als Zufluss und die Stelle als ihre heutige Mündung. Der Fabrikkanal führt anschließend am Friedhof Göggingen vorbei und unter der B 17 durch. Bei der heutigen Kulperhütte am Nordende der von Fluss und Kanal begrenzten „Insel“ teilt er sich in zwei Arme. Sein linker Arm mündet als Überlauf in die Wertach zurück, sein rechter Arm ist der Wertachkanal.

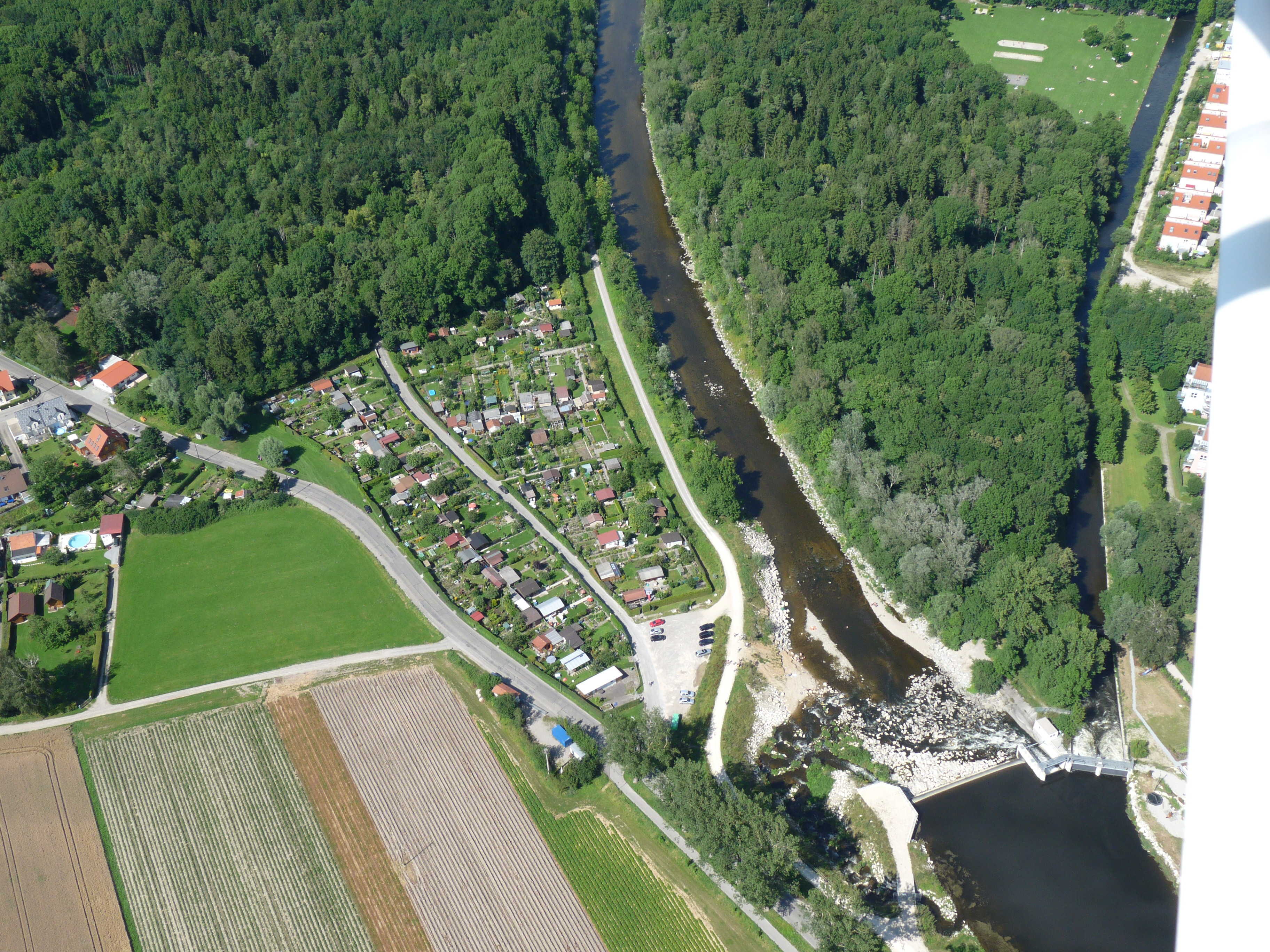
Luftbild, das das Ackermannwehr mit der Abzweigung des Fabrikkanals (rechts) von der Wertach (Bildmitte) zeigt. In der rechten oberen Ecke sieht man das Gögginger Luftbad. Norden ist oben.
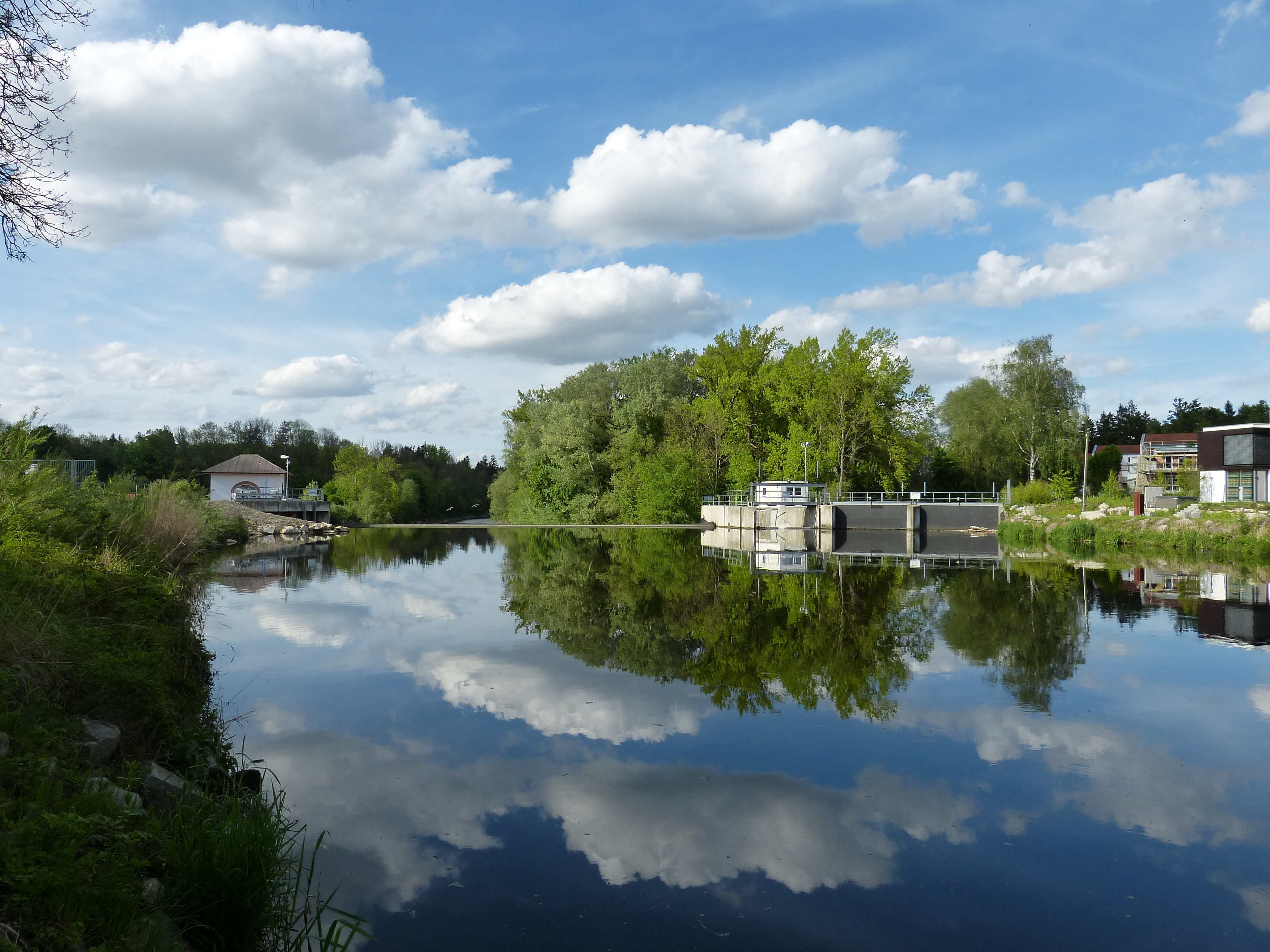
Das Ackermannwehr mit den beiden Schleusen rechts, an denen der Fabrikkanal beginnt
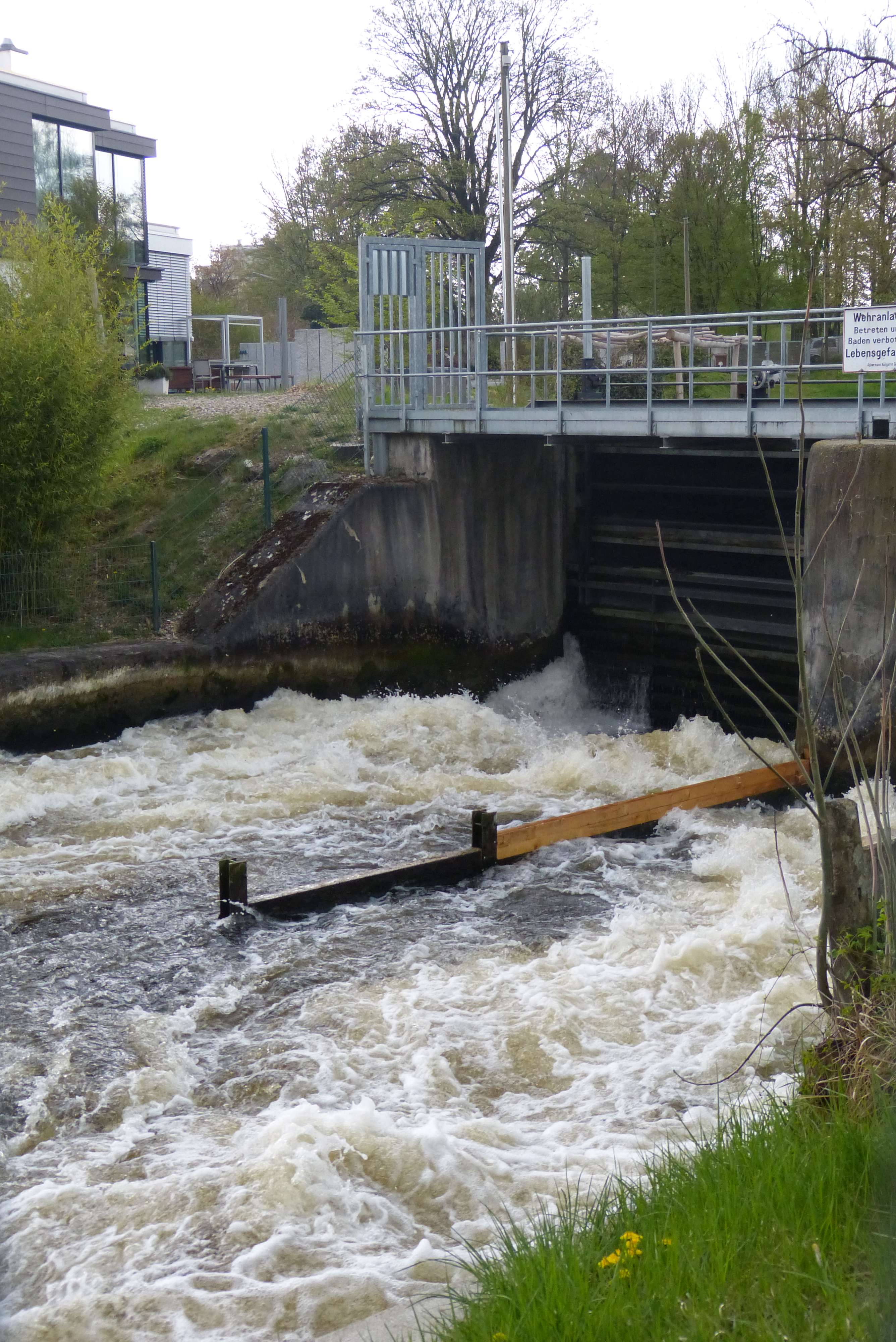
Der Beginn des Fabrikkanals nach dem Wehr
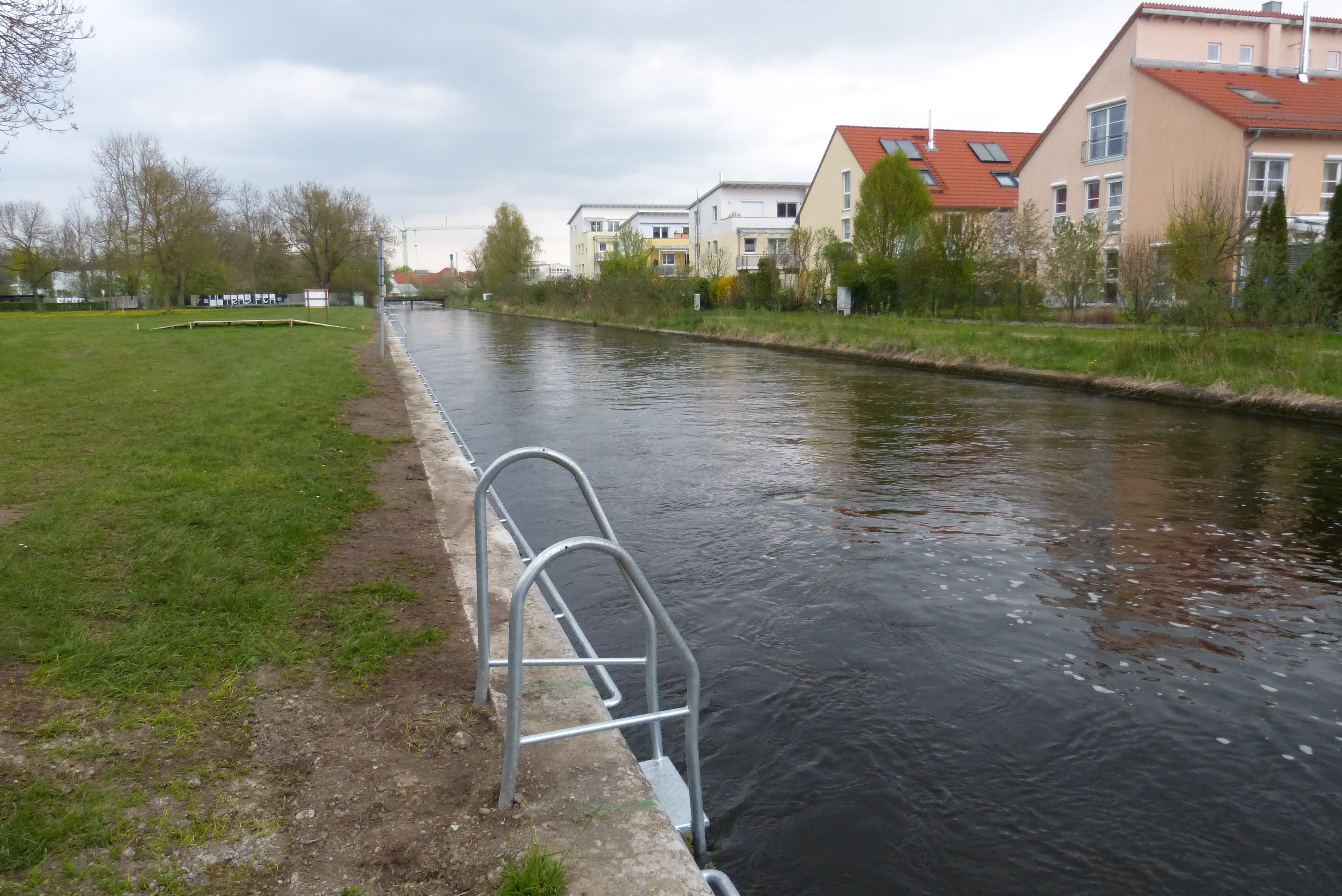
Das Gögginger Luftbad am Fabrikkanal
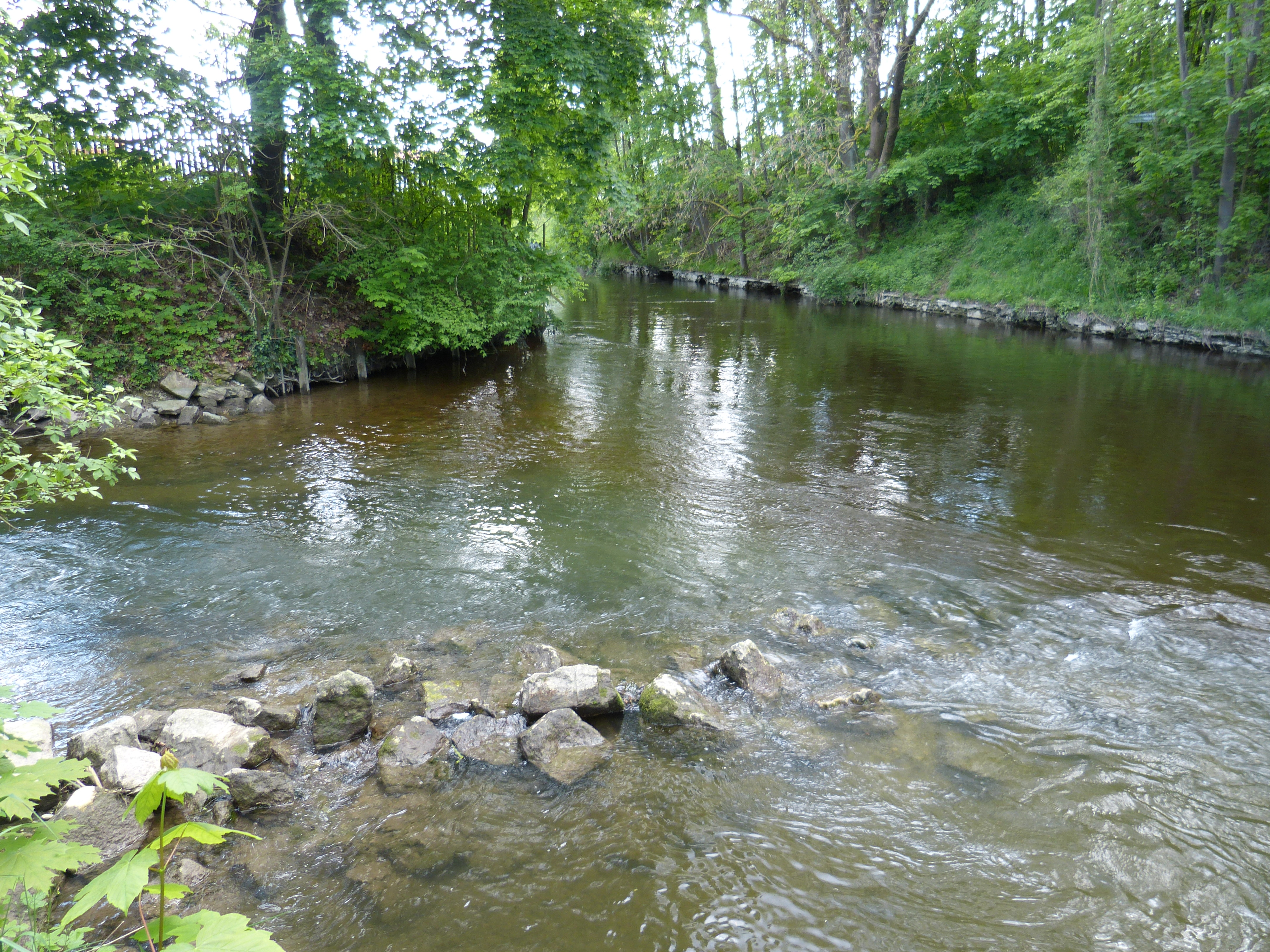
Die Mündung der Singold in den Fabrikkanal
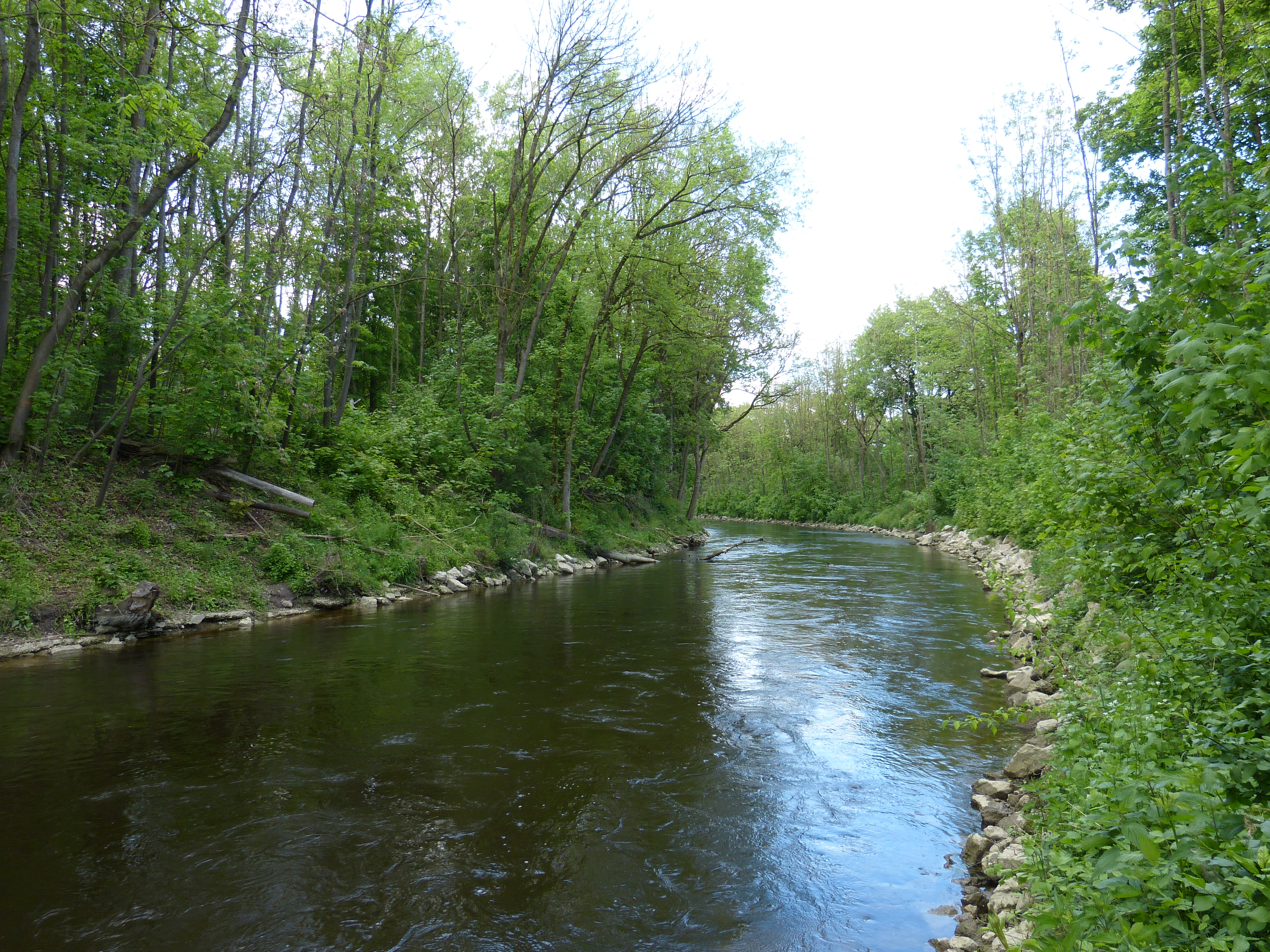
Der Fabrikkanal, links davon das Gögginger Wäldle
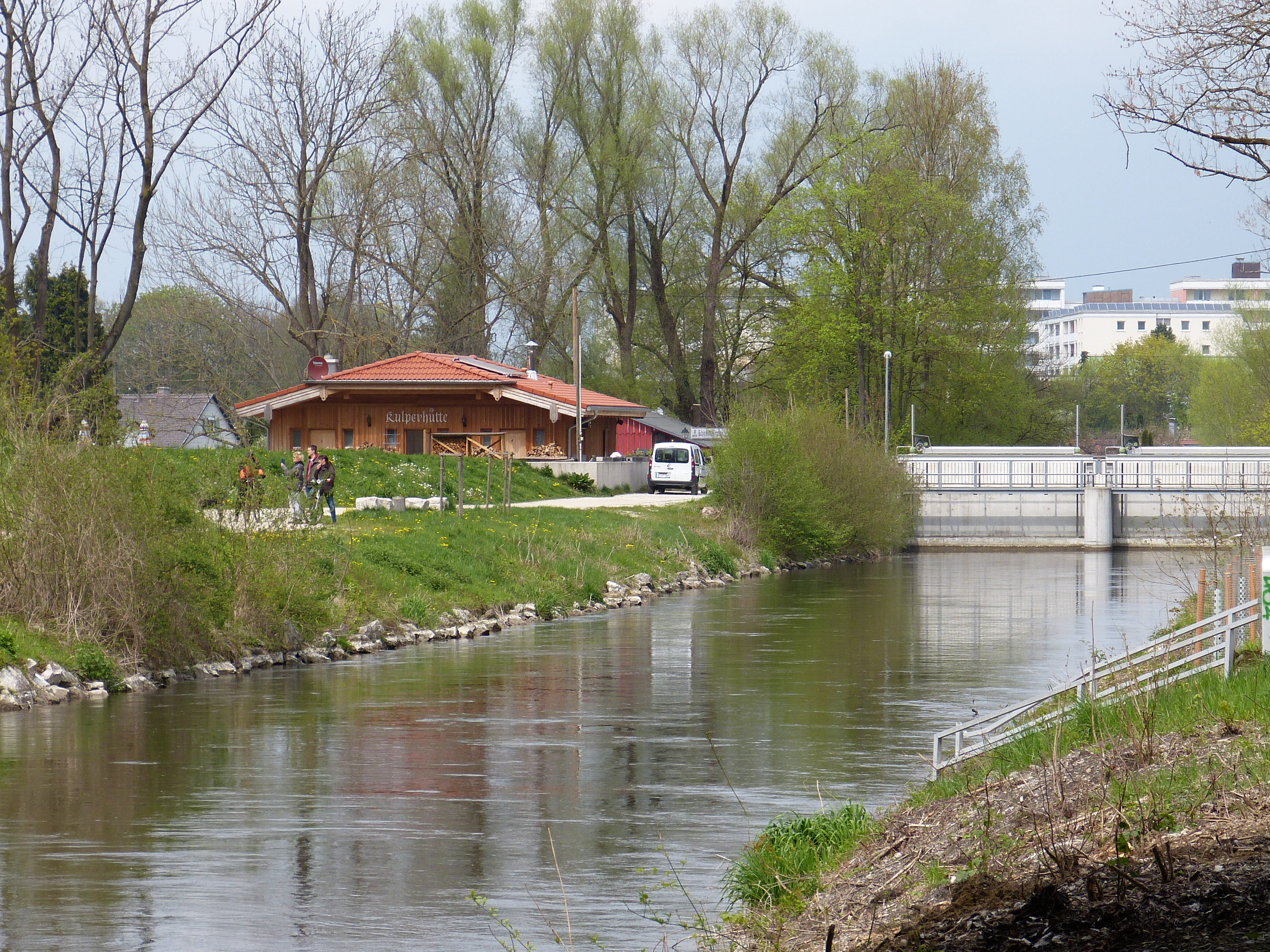
Die Mündung des Fabrikkanals am Biergarten „Kulperhütte“
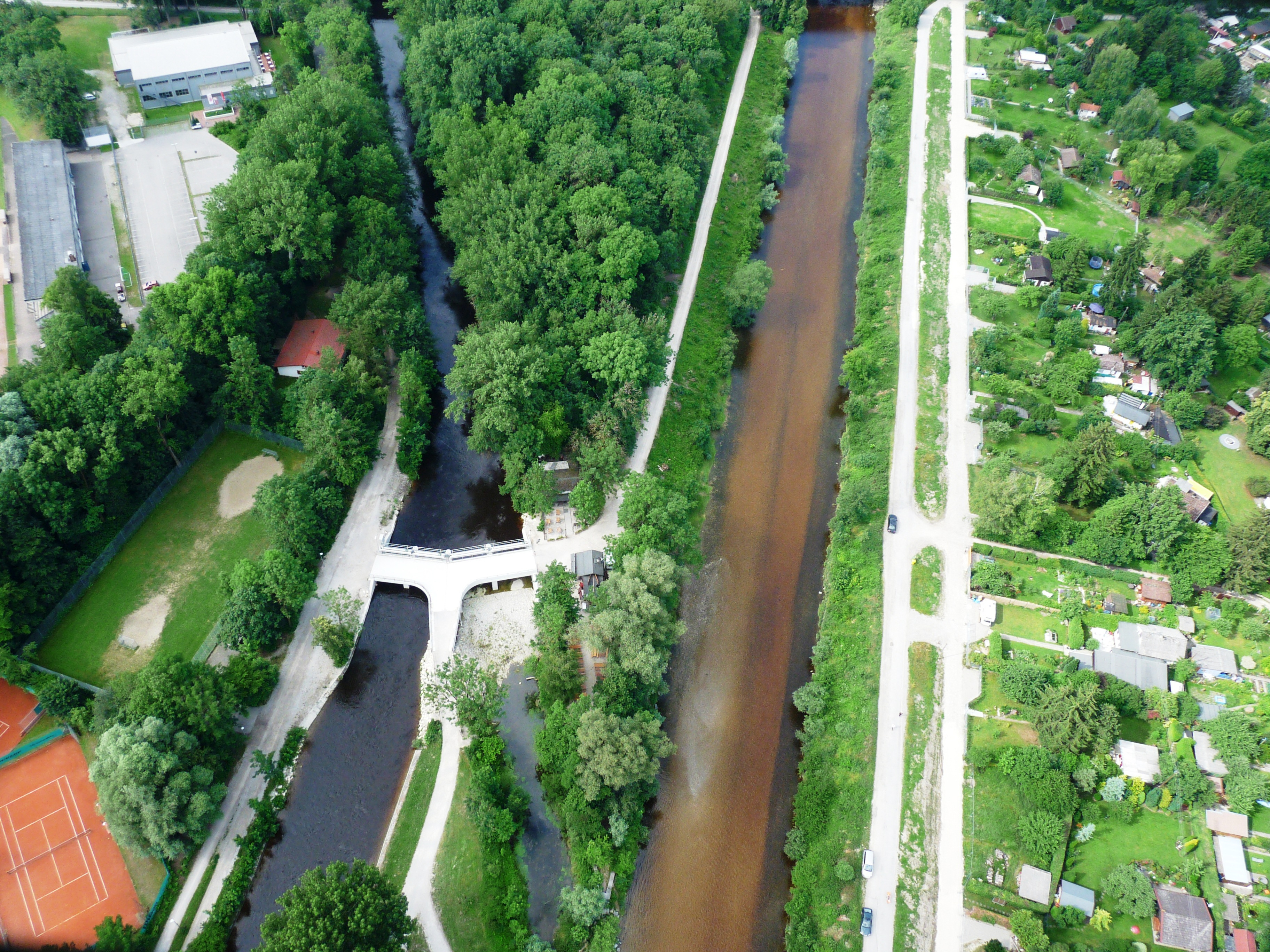
Luftbild, das die Mündung des Fabrikkanals (von links oben kommend) in die Wertach (rechts) zeigt. Süden ist oben.

## Wertachkanal

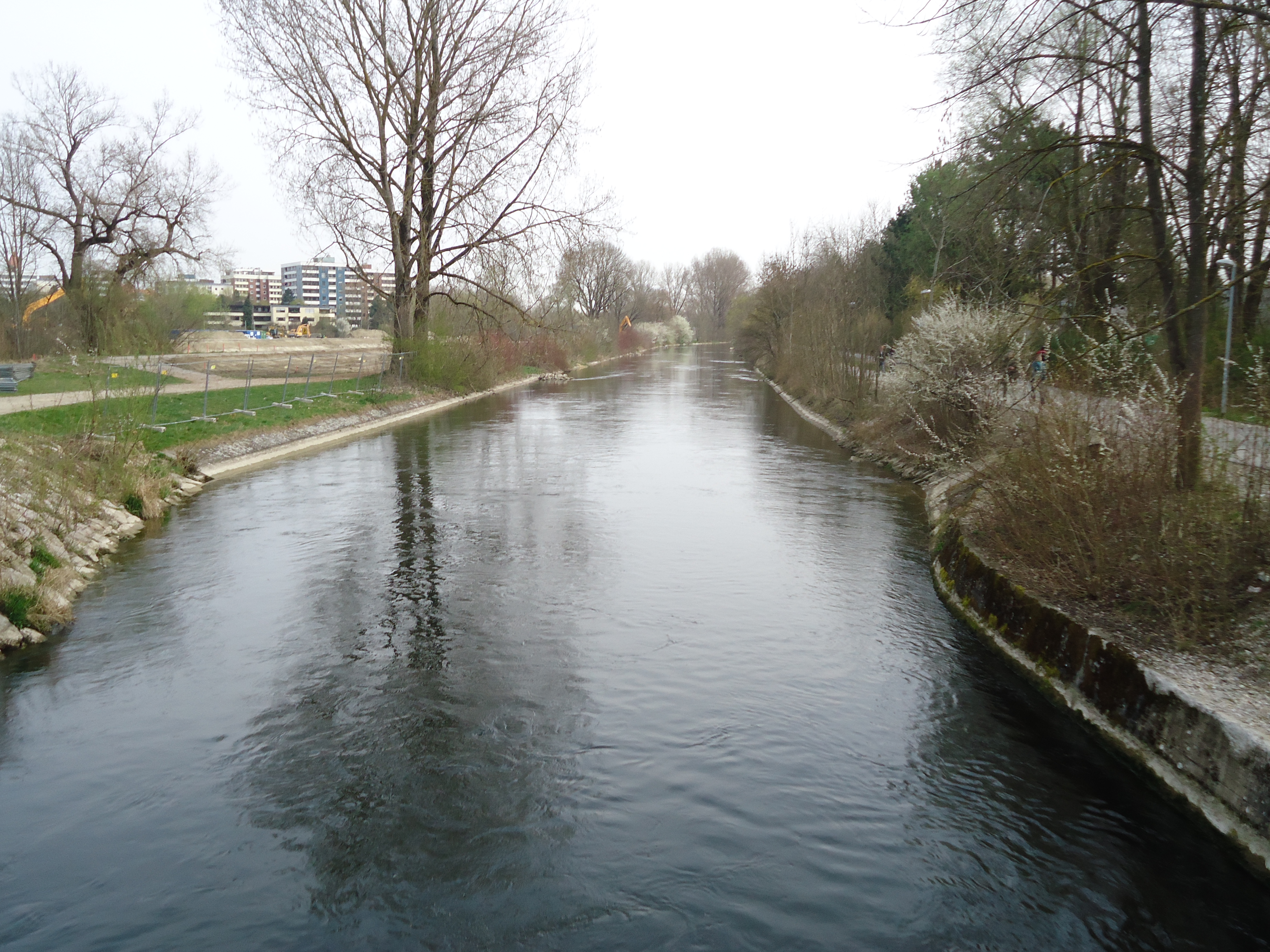
Der Beginn des Wertachkanals

Zur Energieversorgung der Augsburger Straßenbahn baute man im Jahr 1920/1921 das Wertach-Kraftwerk an der Schießstättenstraße 19. Es wird vom 1920 fertiggestellten Wertachkanal gespeist, der vom Fabrikkanal abgezweigt wurde. Der Wertachkanal fließt unmittelbar rechts neben der Wertach an der Rosenau vorbei zum Kraftwerk hin.
Ursprünglich zweigte der Mühlbach an der Luitpoldstraße nach links von der Wertach ab. Er fließt durch Pfersee und heißt an seinem Unterlauf Hettenbach. Dadurch, dass die Wertach im 19. Jahrhundert um etliche Meter tiefer gelegt wurde, wurde es notwendig, den Mühlbach statt aus der Wertach aus dem höher fließenden Wertachkanal zu speisen. Dies geschah in Form eines Dükers, der den Fluss auf der Höhe der Pferseer Localbahnbrücke unter seinem Kiesbett von rechts nach links kreuzt und in Pfersee wieder zum Vorschein kommt.
Der Wertachkanal fließt nach dem Kraftwerk weiter parallel zur Wertach, bis er sich kurz vor der heutigen Bürgermeister-Ackermann-Straße teilt. Sein linker Arm fließt an der ehemaligen Goggelesbrücke zurück in die Wertach. Sein rechter heißt nun Holzbach.
Der Wertachkanal ist auch eine wichtige Hochwasserschutzmaßnahme für den gegenüber liegenden Stadtteil Pfersee. Durch ihn ist die Wassermenge der Wertach an dieser Stelle sehr reduziert.

## Holzbach und Senkelbach

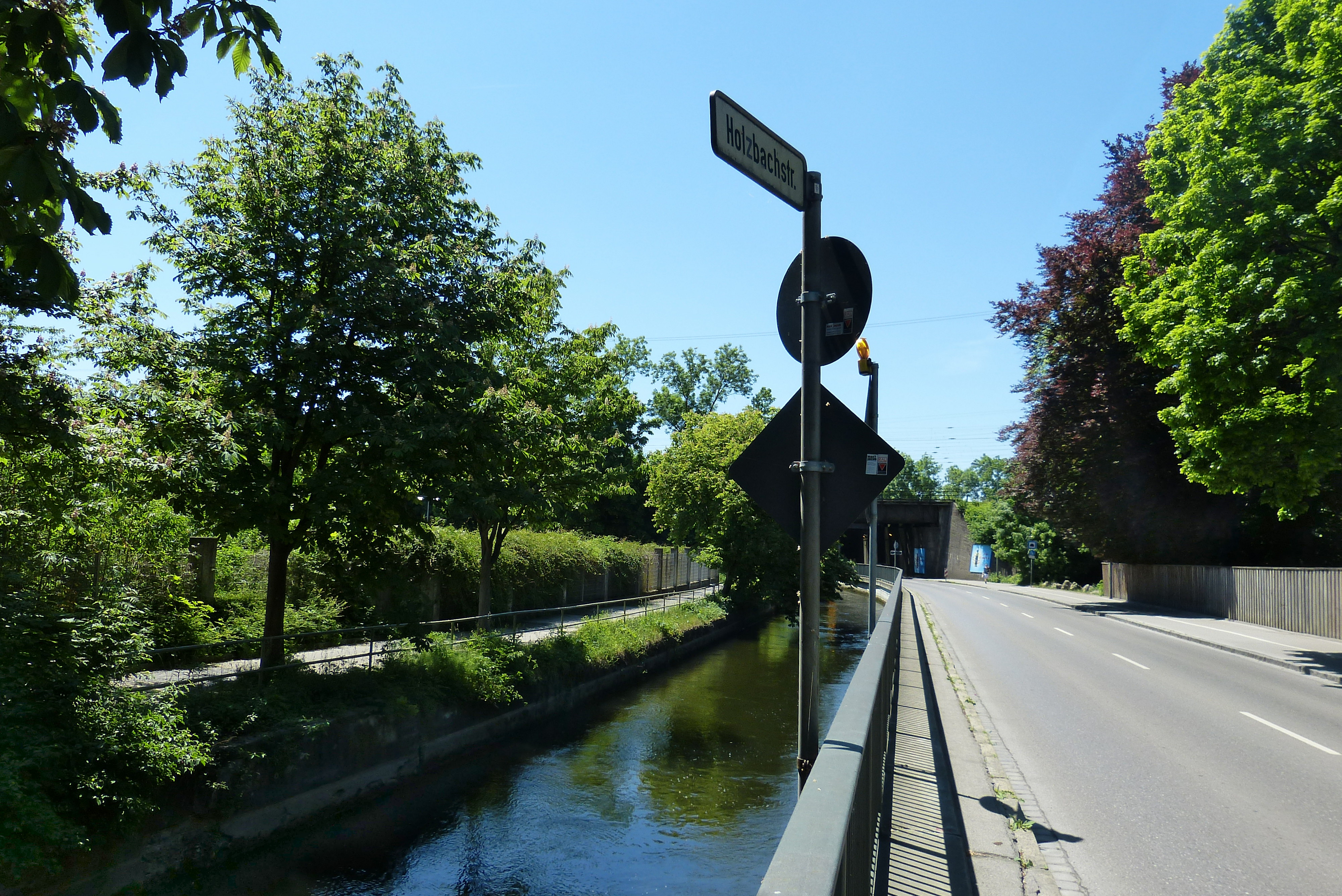
Der Holzbach an der Holzbachstraße

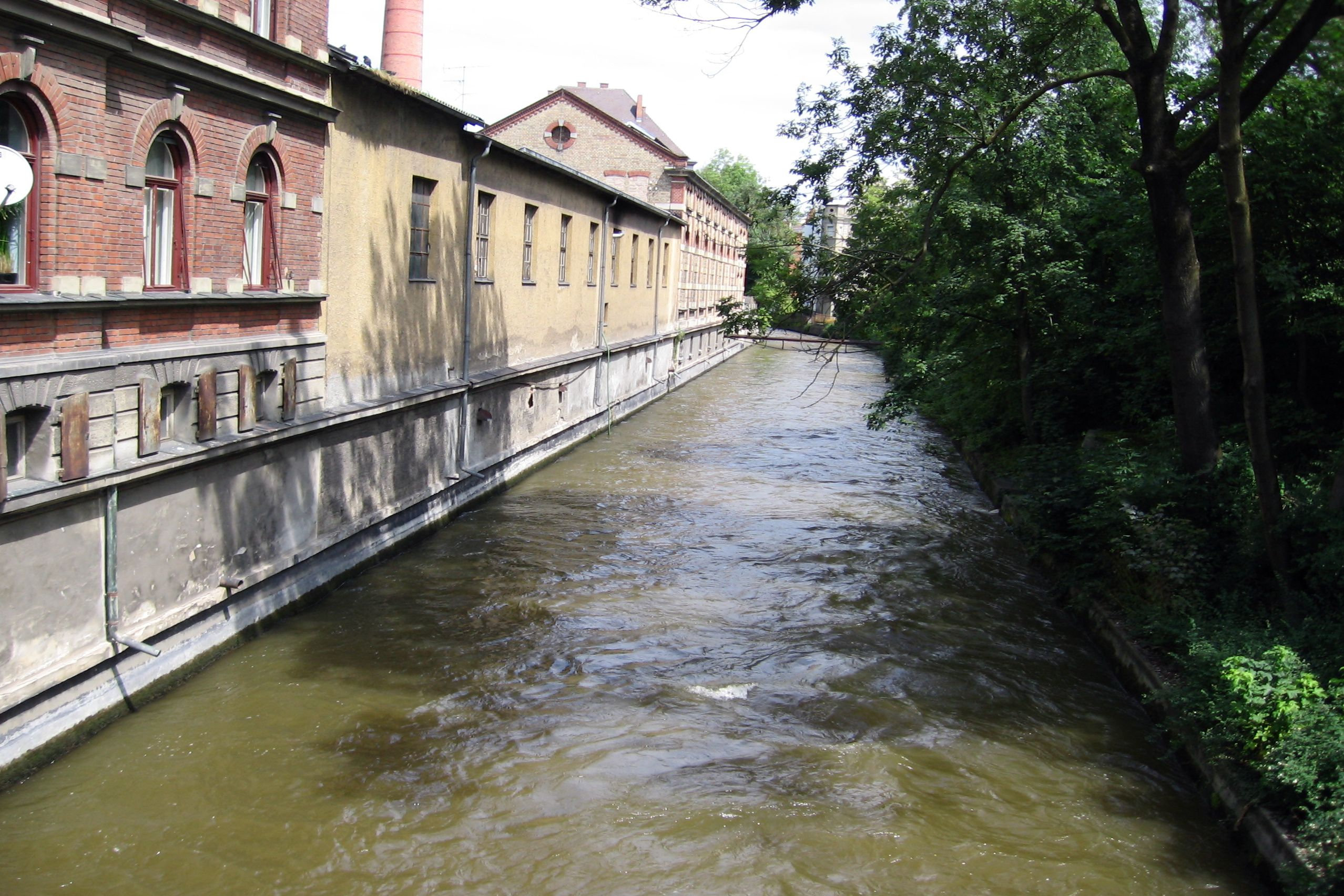
Der Senkelbach

Der Senkelbach war ursprünglich der Unterlauf der Singold und trieb viele Mühlen an seinem Ufer an. Nachdem 1588 bei einem starken Wertachhochwasser die Singold bei Göggingen in die Wertach ausgebrochen war, fiel ihr alter Unterlauf trocken und diese Mühlen hatten kein Wasser mehr. Nun verweigerte allerdings der Augsburger Bischof Marquard II. vom Berg die Erlaubnis, die Singold wieder in ihr altes Bett zurück zu leiten. Deshalb verschaffte man unter großen Unkosten diesem ehemaligen Singold-Unterlauf mit einem 1589 gegrabenen Anstich von der Wertach her, dem Holzbach, wieder Durchfluss.
An dieser Stelle wurde die Wertach mit dem Goggeleswehr aufgestaut, um den Anstich des Holzbachs zu versorgen.
Der Holzbach wiederum wurde 1920, als die Wertach abgesenkt und der Wertachkanal angelegt wurde, an den Wertachkanal angeschlossen. Er unterquert die Gleise der Eisenbahnstrecken Augsburg–Ulm und Augsburg–Nördlingen, fließt seitlich am Gelände des Augsburger Plärrers vorbei und wird unter der Langenmantelstraße ohne jede Zumündung zum Senkelbach.
Ursprünglich mündete der Senkelbach in den Lech. Der Lech und die Wertach waren damals allerdings so veränderlich, dass ihr Zusammenfluss im Gebiet der heutigen Wolfzahnau immer wieder neue Formen annahm. Ein Stich von Wolfgang Kilian aus dem 17. Jahrhundert zeigt, dass der Senkelbach damals nördlich der Stadt mit einem Teil der Augsburger Lechkanäle zusammenfloss und sich danach in zwei Arme teilte, von denen nur noch der rechte in den Lech, der linke aber in die Wertach mündete, jeweils kurz vor der Vereinigung der beiden Flüsse. Auf einer Karte von 1849 wiederum trifft sich der Senkelbach mit dem Stadtbach; anschließend erhält er weitere Zuflüsse vom Lech, bevor er in die Wertach mündet. Heute nimmt der Senkelbach keinen Lechkanal mehr auf und mündet nach der Ballonfabrik Augsburg in die Wertach.